# Ескі-Дюрбе
Ескі-Дюрбе (крим.тат. eski dürbe — «стара гробниця») — найстаріша гробниця Бахчисарая, побудована у XIV столітті, задовго до Бахчисарайського палацу, пам'ятка архітектури національного значення № 286. Розташована на схилі лівого берега річки Чурук-Су, за 180 м на південний схід від Ханського палацу, по вулиці Зої Космодем'янської.

## Історія
Ескі-Дюрбе — пам'ятка архітектурного та історичного значення, побудована за часів Золотої Орди, але, незважаючи на давнє походження, гробниця майже не досліджена, хто у ній похований — невідомо.
Заступник генерального директора з наукової роботи Бахчисарайського історико-культурного і археологічного музею-заповідника Еміль Сейдалієв говорить:
|  | Є лише усні легенди про те, що тут поховали якогось бея, який володів долиною ще до заснування Бахчисарая. Його так і називали - Дере-бей, "князь долини". Але хто він був таким і чому набув останнього притулку саме тут, ніхто не знає. В усякому разі, у жодному письмовому джерелі людина з таким ім'ям не згадується. |

У 1927 році під керівництвом У. А. Боданінського був зроблений ремонт Ескі-Дюрбе: відремонтований купол та відновлені втрачені частини дюрбе та дворика, виготовлені залізні ґратчасті двері.
У 1965 році проводилася ще одна реставрація пам'ятки: відновлені бракуючі частини та деталі стін дворика, виконано покриття куполу цементною стяжкою, а в середині 90-х років він був перекритий листами оцинкованого заліза.
У 2013 році Бахчисарайською археологічною експедицією під керівництвом Е. І. Сейдалієва були проведені археологічні роботи, у результаті яких вдалося уточнити датування пам'ятки та його конструктивні особливості. Так, за стратиграфічними спостереженнями у шурфах, закладених у стін будівлі та в його інтер'єрі, дата будівництва може бути віднесена до XVII століття.

## Архітектура

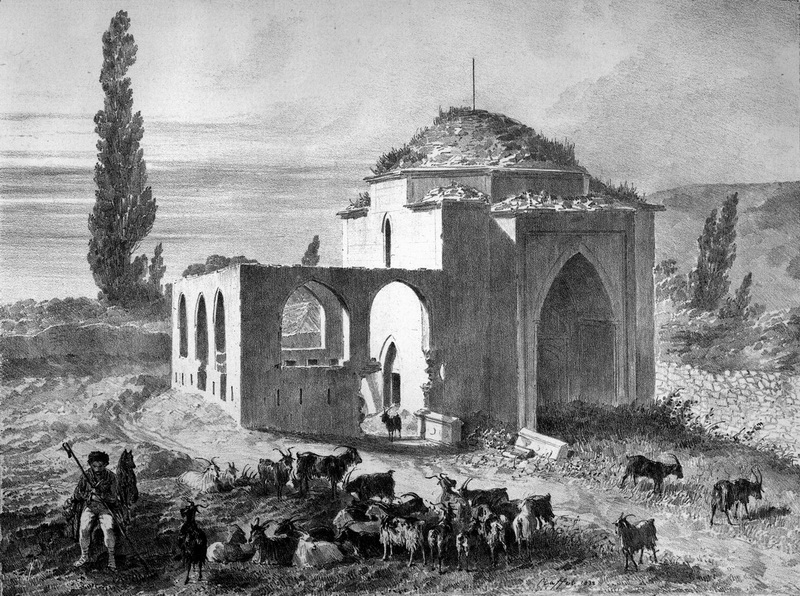
Ескі-Дюрбе. Гравюра О. Раффе (1837 р.)

Будівля монументальна, кам'яні роботи виконані надзвичайно майстерно: досягнуто точності та чистоти квадратової кладки стін, майстерно пророблено деталі — карнизи, лиштви та інші прикраси. Гробниця виділяється своїм лаконічним та суворим виглядом, пропорції та архітектурне рішення не позбавлені парадності і, в окремих елементах, навіть декоративності. Це єдине з усіх 10 дюрбе, що збереглися донині, побудоване не з білого вапняку, а з жовтого місцевого каменю.
Асиметрична у плані споруда складається з будівлі дюрбе та дворика, що примикає до його південного фасаду, з сімома арками і двадцятьма декоративними бійницями. У квадратний арочний дворик можна потрапити тільки з усипальниці.
Дюрбе є квадратною у плані спорудою з напівциркульним куполом, який нині перекритий оцинкованим залізом. Ймовірно, спочатку купол мав пірамідальну форму, а його покриття було виконане з листового свинцю, за словами У. А. Боданінського, купол сильно постраждав від удару блискавки у 80-і роки XIX ст.
Під куполом у кладку вмонтовані голосники, особливої форми керамічні посудини-резонатори. Цей прийом (відомий ще з античності, але не характерний для мусульманської архітектури) застосовували для поліпшення акустики, а також щоб зменшити вагу конструкції, особливо зведень, або для поглинання зовнішніх шумів.
Головний вхід у будівлю влаштований зі сходу, у глибокому порталі з двома пілонами, перекритими високою стрілчастою аркою, яка прикрашена трьома розетками з геометричним та рослинним орнаментом. Віконні отвори розташовані у два яруси.